# DeAnna Price
DeAnna Marie Price (* 8. Juni 1993 in St. Charles, Missouri) ist eine US-amerikanische Hammerwerferin.

## Sportliche Laufbahn
Erste internationale Erfahrungen sammelte DeAnna Price 2012 bei den Juniorenweltmeisterschaften in Barcelona, bei denen sie mit 57,82 m in der Qualifikation ausschied. 2015 nahm sie erstmals an den Panamerikanischen Spielen in Toronto teil und belegte dort mit 68,84 m den vierten Platz und gewann anschließend bei den NACAC-Meisterschaften in San José mit 71,27 m die Silbermedaille hinter ihrer Landsfrau Amber Campbell. Damit qualifizierte sie sich auch für die Weltmeisterschaften in Peking, bei denen sie mit 68,69 m in der Qualifikation ausschied. 2016 nahm sie an den Olympischen Spielen in Rio de Janeiro teil und gelangte dort bis in das Finale, in dem sie mit einer Weite von 70,95 m den achten Platz belegte. Zudem sicherte sie sich in den Jahren 2015 und 2016 den College-Titel.
2017 wurde sie bei den Weltmeisterschaften in London mit 70,04 m im Finale Neunte.
2018 triumphierte Price erstmals bei den US-amerikanischen Meisterschaften in Des Moines mit einem Kontinentalrekord von 78,12 m. Außerdem siegte sie mit 74,60 m bei den NACAC-Meisterschaften in Toronto und anschließend auch mit 75,46 m beim Continentalcup in Ostrava.
2019 konnte sie ihren Titel bei den US-Meisterschaften in Des Moines verteidigen und verbesserte ihre Bestmarke auf 78,24 m. Damit stand Price auf Rang drei der ewigen Weltbestenliste. Sie galt damit auch als Topfavoritin für die Weltmeisterschaften in Doha, bei denen sie mit 77,54 m im Finale ihrer Rolle gerecht wurde und zudem die erste US-amerikanische Medaille in dieser Disziplin gewann.
2021 stellte Price am 24. Juni bei den U.S. Olympic Trials in der Qualifikation mit 77,10 m einen Meeting-Rekord auf und verbesserte im Finale den Nordamerikarekord auf 80,31 m und ist damit erst die zweite Athletin, die über 80 m weit warf. Sie galt damit als Goldanwärterin für die Olympischen Sommerspiele in Tokio, bei denen sie aber mit einer Weite von 73,09 m im Finale den Erwartungen nicht gerecht werden konnte und damit den achten Platz belegte.
Bei den Leichtathletik-Weltmeisterschaften 2023 in Budapest gewann sie mit einer Weite von 75,41 m die Bronzemedaille im Hammerwurf.